# Cranko
Cranko è un film del 2024 scritto e diretto da Joachim A. Lang.
La pellicola è incentrata sull'attività del coreografo John Cranko mentre dirigeva il Balletto di Stoccarda durante gli anni 1960.

## Promozione
Il primo trailer è stato diffuso l'8 agosto 2024.

## Distribuzione
Il film è stato presentato in anteprima assoluta il 20 settembre 2024 alla Staatsoper Stuttgart, prima di essere distribuito nelle sale tedesche il 3 ottobre seguente. Successivamente è stato presentato al Palm Springs International Film Festival nel gennaio 2025.

## Riconoscimenti
- 2025 - Deutscher Filmpreis
  - Migliori costumi a Juliane Maier e Christian Röhrs
  - Candidatura per il miglior attore a Sam Riley
  - Candidatura per la miglior fotografia a Philipp Sichler
  - Candidatura per la miglior scenografia ad Astrid Poeschke